# (186142) Gillespie
(186142) Gillespie est un astéroïde de la ceinture principale.

## Description
(186142) Gillespie est un astéroïde de la ceinture principale. Il fut découvert le 14 octobre 2001 à Apache Point par Sloan Digital Sky Survey. Il présente une orbite caractérisée par un demi-grand axe de 2,79 UA, une excentricité de 0,25 et une inclinaison de 8,8° par rapport à l'écliptique.